# Крыловка (Рязанская область)
Крыловка — деревня в Шиловском районе Рязанской области в составе Аделинского сельского поселения.

## Географическое положение
Деревня Крыловка расположена на Окско-Донской равнине на левом берегу реки Чуфистовка вблизи её устья в 29 км к северо-востоку от пгт Шилово. Расстояние от деревни до районного центра Шилово по автодороге — 45 км.
К северу от деревни Крыловка находится большой овраг Кирюля, к северо-востоку — урочище Ясная Поляна, к западу — урочища Матренин Лес и Соколов Лес. Ближайшие населенные пункты — деревни Сергиевка 1, Свердловка, Ореховка, Некрасовка и Смирновка.

## Население
По данным переписи населения 2010 г. в деревне Крыловка постоянно проживают 19 чел. (в 1992 — 54 чел.).

## Происхождение названия
Происхождение названия населенного пункта на сегодняшний день неизвестно. Вероятнее всего в его основе лежит фамилия или прозвище первопоселенца либо владельца. Но документов подтверждающих эту версию найти пока не удалось.
Согласно «Толковому словарю» В. Даля, крыленка — ж. пск. твр. ступени крыльца, приступок; крыло — часть тела птицы.

## История
В начале XX в. купчиха Анна Тимофеевна Качкова на землях в устье реки Чуфистовки основала крахмальный завод и построила небольшую усадьбу. Поселок рабочих завода и положил начало современной деревни Крыловка.
Ок. 1922 г. в деревню Крыловка переселилась часть крестьян из близлежащего села Инякино. В 1929 г., в ходе коллективизации крестьянских хозяйств, в деревне был создан колхоз «15 лет Октября». Крыловка стала центром сельского совета, в состав которого вошли также деревни Сергиевка-1, Красный Хутор, Смирновка, Некрасовка и Ореховка. В деревне были построены пекарня, 2 магазина, почта, медпункт, 7-летняя школа и клуб. В 1951 г. была открыта сельская библиотека.
В 1960 г., в результате укрупнения сельскохозяйственных предприятий, колхоз «15 лет Октября» был присоединен к совхозу имени А. И. Микояна (село Аделино) и стал его отделением.

## Транспорт
В 1,5 км к северо-востоку от деревни Крыловка находится остановочный пункт «Ореховка» железнодорожной линии «Шилово — Касимов» Московской железной дороги.

## Достопримечательности
- Усадебный дом А. Т. Качковой. Построен в начале XX в. Сохранность низкая, руинирован.[4]